# Guggisberg
Guggisberg är en ort och kommun i distriktet Bern-Mittelland i kantonen Bern, Schweiz. Kommunen har 1 472 invånare (2023).
I kommunen finns även byarna Riffenmatt, Schwendi, Kriesbaumen, Riedstätt, Kalchstätten, Hirschmatt-Laubbach, Riedacker, Sangernboden och Ottenleuebad. 